# William Forsell Kirby
William Forsell Kirby (Leicester, 14 januari 1844 – Chiswick, 20 november 1912) was een Engelse entomoloog.
Hij dient niet te worden verward met de Engelse entomoloog William Kirby (1759-1850).

## Leven en werk
Kirby was de zoon van een bankier. Hij was reeds vroeg geïnteresseerd in vlinders en motten. Hij publiceerde zijn eerste artikel in 1856 in de Entomologist's Weekly Intelligencer. In 1860 ging hij werken in Londen. Hij werd verkozen tot fellow van de Entomological Society in 1861; later werd hij secretaris van deze vereniging. In 1862 publiceerde hij een beknopte Manual of European Butterflies. In 1866 verbleef hij een tijdlang in Duitsland, waar hij zijn vrouw Maria Kappel ontmoette en huwde.
Hij was van 1867 tot 1879 hoofdconservator van het museum van de Royal Dublin Society, het latere National Museum of Science and Art in Dublin. Hij volgde daarna Frederick Smith op aan de zoölogische afdeling van het British Museum, waaraan hij verbonden was van 1879 tot aan zijn pensioen in 1909. Hij beschreef een aantal nieuwe soorten aan de hand van de collecties van het Natural History Museum in Londen.
Hij publiceerde een aantal belangrijke catalogi van insectensoorten, waaronder Synonymic Catalogue of Diurnal Lepidoptera (1871) en een cataloog van Orthoptera in drie volumes (Synonymic Catalogue of Orthoptera in the Collection of the British Museum, 1904, 1906, 1910). Maar hij schreef ook voor het brede publiek boeken zoals British Butterflies, Moths and Beetles in de reeks "The Young Collector" (1885), Marvels of Ant Life (1898) en Familiar butterflies and moths (1901), en leerboeken als Elementary text-book of entomology (1885).
Naast entomologie had Kirby nog andere interesses. Hij kende vele talen en hij was de eerste die de Kalevala rechtstreeks uit het Fins naar het Engels vertaalde. Hij maakte een aantal kanttekeningen bij Sir Richard Burtons vertaling van de vertelling van Duizend-en-één-nacht. Hij schreef ook Evolution and Natural Theology (1883), waarin hij de religieuze implicaties van de evolutietheorie van Charles Darwin beschouwt en een vorm van theïsme voorstelt.